# Polypodium saximontanum
Polypodium saximontanum là một loài dương xỉ trong họ Polypodiaceae. Loài này được Windham mô tả khoa học đầu tiên năm 1993.